# Konrad Kesselhut
Konrad Kesselhut, o anche Ketelhut, Ketelhod, Kezelhuth, Ketelhoed (... – 28 settembre 1334), fu un membro dell'Ordine teutonico e vice-maestro dell'Ordine di Livonia dal 1322 al 1324.

## Biografia
Kesselhut probabilmente era originario della Sassonia o della Turingia. La sua famiglia risiedeva già nella Germania settentrionale nel XIII secolo, rendendo difficile determinare il suo esatto luogo di origine. Nel 1314, divenne Waldmeister di Elbląg; nel 1322, fu Komtuur presso Papaus (Prussia), e nello stesso anno fu anche nominato vice-maestro dell'Ordine Livoniano, in vece di Gerhard von Jork.
Sotto la guida del Landmeister Konrad Kesselhut, nel 1323 le truppe dell'Ordine di Livonia invasero una parte della Lotigola, una regione della Letgallia orientale che era sotto l'autorità di Novgorod (nei pressi dell’odierno confine tra Lettonia, Bielorussia e Russia). Poi, per 18 giorni assediarono Pskov. Nel 1324, le truppe di Novgorod invasero la Letgallia sottomessa all'Ordine, catturando molti ostaggi.
A subentrare nel ruolo di Gran maestro fu Reimar Hane nel 1324: Kesselhut fece ritorno in Prussia. Nel 1327, divenne Treßler, un alto funzionario finanziario dell'Ordine teutonico. Nel 1331 fu poi promosso come consigliere dell'allora Gran maestro dell'Ordine teutonico Luther von Braunschweig. Le fonti datano la sua morte il 28 settembre 1334.